# Nieuw Oosterbroek
Nieuw Oosterbroek is een voormalig waterschap in de Nederlandse provincie Groningen.
Het waterschap was de droogmakerij van het Meedhuizermeer, die in eigendom van Johan Rengers Hora Siccama was. Deze liet naast het stoomgemaal de boerderij Nieuw Oosterbroek bouwen, vernoemd naar zijn Drentse havezathe Oosterbroek. Het schap lag ten noordwesten van Meedhuizen aan de noordzijde van het Afwateringskanaal van Duurswold, ten westen van de Meedhuizerweg. Het stoomgemaal dat in het noordoost punt van de polder stond, sloeg uit op de Amsweerster Uitwatering.
Waterstaatkundig gezien ligt het gebied sinds 2000 binnen dat van het waterschap Hunze en Aa's.

## Grashuispolder
Tegelijk met het droogmaken van het Meedhuizermeer ontstond aan de zuidkant van het Afwateringskanaal een polder ter grootte van 20 ha, die de naam Grashuispolder kreeg. Dit poldertje sloeg via een molen uit op het Afwateringskanaal.